# Perilampsis formosula
Perilampsis formosula är en tvåvingeart som först beskrevs av Austen 1910.  Perilampsis formosula ingår i släktet Perilampsis och familjen borrflugor. Inga underarter finns listade i Catalogue of Life.